# デスパイ
『デスパイ』（英題：DEATH PIE）は、島本和彦による漫画。また、同作品に登場する組織。
『別冊近代麻雀』（竹書房）において、1989年9月号、10月号、1989年12月号から1990年5月号まで連載された。全8話。
1990年7月に単行本が発売された。「奈々ちゃんスクランブル」が併録されている。

## 概要
アクションとハードボイルドの要素を含む麻雀漫画。主人公「飛岡剛」が裏社会の賭け麻雀を舞台に、犯罪組織を壊滅していく様を描く。犯罪に怒りを持ちながら正体を隠し潜入する非合法な存在「デスパイ」。「負ければ死」の賭け麻雀で勝ち続ける主人公の緊迫した麻雀勝負とバイオレンスの表現、アクション描写と破天荒な展開、特撮ヒーローやアクションドラマが登場人物の下敷きとなっているパロディなのが特徴。
主人公の飛島剛は仮面ライダー1号の本郷猛をモデルとしており、単行本表紙の点棒を投げるポーズは、仮面ライダー新1号の変身ポーズに酷似している。タイトルは、小松左京のSF小説で映画化もされた『エスパイ』からの語呂合わせであり、本郷猛（仮面ライダー1号）と田村良夫（『エスパイ』の主人公）は共に藤岡弘、が演じている。他にも麻雀Amigoやそのマスター、松大、龍などの登場人物に作者の思い入れが現れている。
なお、単行本の著者近影のスタイルはテレビドラマ『探偵物語』の松田優作である。

## あらすじ
都内某ビルでは、極秘華会が行われていた。奥の間で行われる麻雀勝負は、有力暴力団の代打ちたちにより行われ、シマをタネにする賭け麻雀だった。短期間で勢力を拡大した北海幾羅組。その代打ち飛岡剛は「無敵リーチ」を武器に連戦連勝だった。この華会でも勝った飛岡だが、「上り」のトランク2個分のヘロインを燃やしてしまう。負ければ死の極秘華会で生きていることは勝ちを意味するのだが、あまりの強さに他の組から目をつけられることになる。

## 登場人物

### 主役
飛岡 剛（とびおか たけし）
主人公。「無敵リーチ」を用い、彼がリーチをすると必ずアガる（最後にジャック樹葉に破られたが、これはドッグフェイサーによる催眠術のためと思われる）。元々は警視庁の人間（麻薬取締官（Gメン）?）だが、愛する婚約者滝河留理子を暴力団組織に麻薬漬けされた上で兄・治郎射殺の犯人に仕立て上げられたため、身分を捨ててデスパイとなった。北海幾羅組影丸組長の代打ちとして華会に参加、黒幕であるドッグフェイサーの島での直接対決に乗り込んだ。
松大 陽作（まつだい ようさく）
華会で飛岡に負けそうになった妹を助けるために乱入したが、妹の命を助けようとした飛岡に恩義を感じて、ドッグフェイサーの島に京都祇園組代打ちとして乗り込んだ。途中、ジャック樹葉にイカサマ（燕返し）を逆用されて負けたが、着込んだ防弾着で射殺を免れ、デスパイである金髪女性の助けを得て、島の施設やケシ畑を爆破した。

### デスパイたち
影丸（かげまる）
北海幾羅組3（4?）代目組長。銀（金?）髪で体は刃物で負った傷だらけ。熊本座凡（さぼん）組2代目の推薦で組長にまでのぼりつめて華会に参加した。その目的は華会に参加する代打ちたちの抹殺だが、さらに深い目的がある。
麻雀AMIGOのマスター
デスパイの裏方役で情報交換の場を提供していたが、組織の刺客に銃殺される。
金髪の女
デスパイの中ではサポート役。飛岡に重要な指令や情報を流したり、自らドッグフェイサーの元に乗り込み爆弾をセットする。ドッグフェイサーの手下の銃弾を受け、松大の腕の中で死亡する。
黒髪の女
デスパイの中ではサポート役。飛岡に重要な指令や情報を流すが、AMIGOのマスターと共に銃殺される。

### 組織側の人間
ドッグフェイサー
自らの島でケシを栽培して純度の高いモルヒネを作り、それを華会の麻雀の勝者に与えることで暴力団に資金提供し支配していた。「ツキ」の信奉者で、ツキがあって勝負に勝っている間はその者は殺さない。ただし敗者には即座に死を与える。催眠術を使って、対戦相手に自分に有利な牌を出させることが出来る。彼の島で、勝ちあがった飛岡・樹葉・龍（ろん）と共に島の支配権を賭けた勝負を行い、飛岡を苦しめたが、松大の起こした爆発に巻き込まれ、負け牌を握ったまま死亡。
前原
某組の組長（作品中では書かれていない）で、影丸と飛岡の躍進を妬んで背後関係を調べ、飛岡がデスパイであることを確認、影丸を問い詰めて最後は射殺する。
龍（ロン）
中国人の麻雀打ち。ドッグフェイサーとは付き合いがあるが、彼の座を狙ってもいる。特技は拳法しながらの麻雀打ち。最後の勝負では、ドッグフェイサーの催眠術にかかったまま麻雀を打ち続けた。生死不明。
権弓堂三（ごんずい どうざ）
「神魔四天王の一!権ず…」ではなく、ドッグフェイサーの組織の下っ端として客を船や島で案内していた。島本の別作品『風の戦士ダン』（原作：雁屋哲）からのゲスト出演。

### 代打ちたち
華会で組の代表として麻雀を打つのが代打ちだが、華会の掟では敗者には死のみである。
剛田 徳丸
秋田尾場虎組の代打ち。連載初回で飛岡に敗れて処刑される。
古嶋 大元
桜乱暴会の代打ち。連載初回で飛岡に敗れて処刑される。
堂本 真二
鳴戸塊侠組の代打ち。連載初回で飛岡に敗れて処刑される。
村松
またの名を「ダブリーの魔術師」。麻雀師であり、なおかつ殺し屋でもある。フリテンダブリーから牌を入れ替えてアガりにまで持っていく達人。飛岡に読まれて追い詰められた上で逆ダブリーで敗れる。
松大の妹
7色のマニキュアでガンパイ（牌に目印をつける）して、相手の待ち牌をはずしてあがるテクニックを用いる。飛岡にガンパイを見破られたところ、兄の乱入で救われる。デスパイの用意した偽造パスポートで海外へ逃げた模様。飛岡の婚約者だった滝河留理子と似ているところがあり、このため飛岡は彼女の命を助けた。
ジャック樹葉
ドッグフェイサーの持つケシ畑の島を12年前から狙っていた麻雀打ち。自身もツミコミ（自分の思う牌をヤマに仕込む）など駆使し、相手のイカサマを逆用するほどの腕をもつ。松大をも破って最終勝負に臨むが、ドッグフェイサーの催眠術にかかってしまう。生死不明。JAC主宰の千葉真一に酷似。

### 飛岡の関係者たち
滝河 治郎
飛岡の親友で麻薬取締官（Gメン）だった。麻薬ルートを追ってドッグフェイサーの島にまで迫ったが、妹・留理子を人質に取られて射殺された。
滝河 留理子
治郎の妹で飛岡の婚約者だったが、組織に人質にされた上、麻薬中毒にされて兄を撃った拳銃を持たされ、濡れ衣を着せられた。

## 奈々ちゃんスクランブル
作者初の麻雀漫画。『近代麻雀オリジナル』1988年10月号に掲載された。
『デスパイ』単行本化の際、巻末に収録された。『燃えよペン』連載中、作者が虫垂炎のために一度休載した際、『シンバット』（竹書房）にこの作品が再録された。